# Liste des distinctions de Lost
 (juin 2012).
Lost est une série dramatique américaine diffusée sur la chaîne ABC depuis le 22 septembre 2004. Elle a été nommée dans différentes cérémonies dont 41 Primetime Emmy Awards (neuf victoires pour la série), 21 Teen Choice Awards, 39 Saturn Awards (dix victoires), 11 Golden Reel Awards (cinq victoires), 8 Satellite Awards (une victoire), 7 Golden Globe Awards (une victoire), 4 Writers Guild of America Awards (une victoire), 3 Directors Guild of America Awards, 2 NAACP Image Award (une victoire), 2 Screen Actors Guild Awards (une victoire), un BAFTA Award et un Peabody Award. Parmi les récompenses de la série, on peut noter un Primetime Emmy Award de la « meilleure série dramatique », un Golden Globe Award de la « meilleure série télévisée dramatique » et un Screen Actors Guild Award de la « meilleure distribution pour une série dramatique ».
De nombreux acteurs de la série Lost ont été nommés lors de différentes cérémonies. Terry O'Quinn et Michael Emerson sont les seuls acteurs à avoir gagné un Emmy Awards, tandis que Matthew Fox a été nommé lors de quinze cérémonies (dont trois victoires), le nombre le plus important de tous les membres de la distribution, et Evangeline Lilly est deuxième avec douze nominations. L'épisode pilote est l'épisode le plus nommé de la série, avec quinze nominations différentes, remportant six victoires, dont quatre Emmy Awards. Through the Looking Glass est le second épisode le plus nommé, avec neuf nominations. En avril 2009, Lost a été nommé plus de 100 fois et a remporté 51 récompenses.

## Emmy Awards
En 2005, Lost a été nommé dans douze Primetime Emmy Awards et en a remporté six, comprenant l’Emmy du meilleur réalisateur pour une série dramatique remporté par J. J. Abrams et quatre Emmys pour l'épisode pilote de la série. La série a également remporté l’Emmy de la meilleure série dramatique, créant la surprise car des Emmys sont rarement décernés aux séries de science fiction ou de fantastique dans cette catégorie. L'année suivante, la série a été nommée dans neuf Emmys mais n'en a remporté aucun. Malgré une victoire dans la catégorie « Meilleure série dramatique » l'année précédente, Lost n'a pas été nommé dans cette catégorie en 2006. En 2007, Lost a été nommé dans six Emmys mais n'a de nouveau pas été nommé dans la catégorie « Meilleure série dramatique ». Terry O'Quinn est le premier acteur de Lost à avoir remporté un Emmy Award, dans la catégorie « Meilleur acteur dans un second rôle dans une série dramatique » pour son interprétation de John Locke dans The Man from Tallahassee. En 2008, la série a été nommée dans huit Emmy Awards, dont six Creative Arts Emmys, et a remporté l’Emmy du meilleur mixage sonore dans une série. En 2009, Lost a été nommé dans six Emmys et en a remporté deux. Michael Emerson est le deuxième acteur de Lost à avoir remporté un prix, dans la catégorie « Meilleur acteur dans un second rôle dans une série dramatique ». Le site internet DharmaWantsYou.com a remporté un prix spécial dans la catégorie « Meilleure réalisation créative dans un média interactif (fiction) ». La série a également été nommée une troisième fois dans la catégorie « Meilleure série dramatique » mais a perdu face à Mad Men.

### Primetime Emmy Awards
| Année | Catégorie                                                     | Nommé(s) | Épisode                     | Résultat   |
| ----- | ------------------------------------------------------------- | --- | --------------------------- | ---------- |
| 2005  | Meilleur réalisateur pour une série dramatique                | J. J. Abrams | Pilot                       | Lauréat    |
| 2005  | Meilleur acteur dans un second rôle dans une série dramatique | Terry O'Quinn | Walkabout & The Moth        | Nomination |
| 2005  | Meilleur acteur dans un second rôle dans une série dramatique | Naveen Andrews | Solitary & The Greater Good | Nomination |
| 2005  | Meilleure série dramatique                                    | J.J. Abrams, Damon Lindelof, Bryan Burk, Carlton Cuse, Jack Bender, David Fury, Jesse Alexander, Javier Grillo-Marxuach, Sarah Caplan, Leonard Dick & Jean Higgins                              | Pilot                       | Lauréat    |
| 2005  | Meilleur scénario pour une série dramatique                   | J.J. Abrams, Damon Lindelof & Jeffrey Lieber | Pilot                       | Nomination |
| 2005  | Meilleur scénario pour une série dramatique                   | David Fury | Walkabout                   | Nomination |
| 2006  | Meilleur réalisateur pour une série dramatique                | Jack Bender | Live Together, Die Alone    | Nomination |
| 2006  | Meilleur acteur invité dans une série dramatique              | Henry Ian Cusick | Live Together, Die Alone    | Nomination |
| 2006  | Meilleur scénario pour une série dramatique                   | Damon Lindelof & Carlton Cuse | The 23rd Psalm              | Nomination |
| 2007  | Meilleur réalisateur pour une série dramatique                | Jack Bender | Through the Looking Glass   | Nomination |
| 2007  | Meilleur acteur dans un second rôle dans une série dramatique | Terry O'Quinn | The Man From Tallahassee,   | Lauréat    |
| 2007  | Meilleur acteur dans un second rôle dans une série dramatique | Michael Emerson | The Man Behind the Curtain  | Nomination |
| 2007  | Meilleur scénario pour une série dramatique                   | Damon Lindelof & Carlton Cuse | Through the Looking Glass   | Nomination |
| 2008  | Meilleure série dramatique                                    | J.J. Abrams, Damon Lindelof, Carlton Cuse, Bryan Burk, Jack Bender, Edward Kitsis, Adam Horowitz, Drew Goddard, Stephen Williams, Jean Higgins, Elizabeth Sarnoff, Pat Churchill, Ra’uf Glasgow | The Constant                | Nomination |
| 2008  | Meilleur acteur dans un second rôle dans une série dramatique | Michael Emerson | The Shape of Things to Come | Nomination |
| 2009  | Meilleure série dramatique                                    | |                             | Nomination |
| 2009  | Meilleur acteur dans un second rôle dans une série dramatique | Michael Emerson |                             | Lauréat    |
| 2009  | Meilleur scénario pour une série dramatique                   | Damon Lindelof & Carlton Cuse | The Incident                | Nomination |

### Creative Arts Emmy Awards
| Année | Catégorie                                                         | Nommé(s) | Épisode                                | Résultat   |
| ----- | ----------------------------------------------------------------- | --- | -------------------------------------- | ---------- |
| 2005  | Meilleure distribution des rôles pour une série dramatique        | April Webster, Mandy Sherman, Alyssa Weisberg & Veronica Collins Rooney |                                        | Lauréat    |
| 2005  | Meilleur montage photo pour une série dramatique                  | Mary Jo Markey | Pilot                                  | Lauréat    |
| 2005  | Meilleure musique pour une série                                  | Michael Giacchino | Pilot                                  | Lauréat    |
| 2005  | Meilleur montage sonore pour une série                            | Thomas deGorter, Chris Reeves, Gabrielle Reeves, Trevor Jolly, Paul Menichini, Roland Thai, Marc Glassman, Maciek Malish, Troy Allen, Stephen M. Davis, Patrick Cabral & Cynthia Merrill | Pilot                                  | Nomination |
| 2005  | Meilleur mixage sonore pour une série                             | Michael Moore, Scott Weber & Frank Morrone | Outlaws                                | Nomination |
| 2005  | Meilleurs effets spéciaux pour une série                          | Kevin Blank, Mitch Suskin, Archie Ahuna, Spencer Levy, Benoit Girard, Laurent M. Abecassis, Kevin Kutchaver, Steve Fong & Bob Lloyd                                                      | Pilot                                  | Lauréat    |
| 2006  | Meilleure distribution des rôles pour une série dramatique        | April Webster, Veronica Collins Rooney & Mandy Sherman |                                        | Nomination |
| 2006  | Meilleure cinématographie pour une série                          | Michael Bonvillain | Man of Science, Man of Faith           | Nomination |
| 2006  | Meilleur montage photo pour une série dramatique                  | Sarah Boyd | One of Them                            | Nomination |
| 2006  | Meilleur montage photo pour une série dramatique                  | Sue Blainey, Stephen Semel (en) & Sarah Boyd | Live Together, Die Alone               | Nomination |
| 2006  | Meilleur mixage sonore dans une série dramatique                  | David Barr Yaffe, Sean Rush, Frank Morrone & Scott Weber | Live Together, Die Alone               | Nomination |
| 2006  | Meilleurs effets spéciaux dans une série dramatique               | Kevin Blank, Mitch Suskin, Jay Worth, Scott Dewis, Steve Fong, Spencer Levy, Eric Chauvin, Archie Ahuna & Bob Lloyd                                                                      | Live Together, Die Alone               | Nomination |
| 2007  | Meilleur montage photo pour une série dramatique                  | Stephen Semel, Mark J. Goldman, Henk Van Eeghen and Christopher Nelson | Through the Looking Glass              | Nomination |
| 2007  | Meilleur montage sonore pour une série                            | Thomas deGorter, Paula Fairfield, Carla Murray, Maciek Malish, Joe Schultz, Geordy Sincavage, Jay Keiser, Alex Levy, Doug Reed and Cynthia Merrill                                       | A Tale of Two Cities                   | Nomination |
| 2008  | Meilleure cinématographie pour une série d'une heure              | John Bartley | The Constant                           | Nomination |
| 2008  | Meilleure musique pour une série                                  | Michael Giacchino | The Constant                           | Nomination |
| 2008  | Meilleur montage photo pour une série dramatique                  | Henk Van Eeghen, Robert Florio, Mark J. Goldman, Stephen Semel (en) | There's No Place Like Home Parts 2 & 3 | Nomination |
| 2008  | Meilleur montage sonore pour une série                            | Thomas deGorter, Paula Fairfield, Carla Murray, Maciek Malish, Lloyd Jay Keiser, Joseph Schultz, Jim Bailey, Cynthia Merril, Alex Levy                                                   | The Shape of Things to Come            | Nomination |
| 2008  | Meilleur mixage sonore dans une série comique ou dramatique       | Robert Anderson, Frank Morrone, Scott Weber | Meet Kevin Johnson                     | Lauréat    |
| 2008  | Prix spécial - Meilleur format court                              | Damon Lindelof, Carlton Cuse, Barry Jossen | Lost : Les Pièces Manquantes           | Nomination |
| 2009  | Meilleur mixage sonore pour une série comique ou dramatique       | Robert Anderson, Ken King, Frank Morrone, Scott Weber | The Incident                           | Nomination |
| 2009  | Meilleur montage photo pour une série dramatique                  | Mark J. Goldman, Stephen Semel (en), Chris Neilson | The Incident                           | Nomination |
| 2009  | Meilleure réalisation créative dans un média interactif (fiction) | The Dharma Initiative - ABC.com | DharmaWantsYou.com                     | Lauréat    |

## Golden Globe Awards
Lost a été nommé dans la catégorie « Meilleure série télévisée dramatique » lors des Golden Globe Awards par la Hollywood Foreign Press Association durant trois années consécutives, dont une victoire en 2006. Evangeline Lilly, Naveen Andrews, Matthew Fox et Michael Emerson ont chacun été nommés pour leur performance d'acteur. La série n'a été nommée ni en 2008, ni en 2009.
| Année | Catégorie                                                                        | Nommé(s)         | Résultat   |
| ----- | -------------------------------------------------------------------------------- | ---------------- | ---------- |
| 2005  | Meilleure série télévisée dramatique                                             |                  | Nomination |
| 2006  | Meilleure série télévisée dramatique                                             |                  | Lauréat    |
| 2006  | Meilleur acteur dans une série télévisée dramatique                              | Matthew Fox      | Nomination |
| 2006  | Meilleur acteur dans un second rôle dans une série, une minisérie ou un téléfilm | Naveen Andrews   | Nomination |
| 2007  | Meilleure série télévisée dramatique                                             |                  | Nomination |
| 2007  | Meilleure actrice dans une série télévisée dramatique                            | Evangeline Lilly | Nomination |
| 2010  | Meilleur acteur dans un second rôle dans une série, une minisérie ou un téléfilm | Michael Emerson  | Nomination |

## Golden Reel Awards
Les Golden Reel Awards sont présentés chaque année par le Motion Picture Sound Editors. Lost a été nommé onze fois, donc cinq récompenses.
| Année | Catégorie                                                                                         | Nommé(s)                                                                                   | Épisode                     | Résultat   |
| ----- | ------------------------------------------------------------------------------------------------- | ------------------------------------------------------------------------------------------ | --------------------------- | ---------- |
| 2005  | Meilleur montage sonore pour un format télévisé court — Dialogue & Automated Dialogue Replacement | Thomas DeGorter, Trevor Jolly, Christopher B. Reeves Gabrielle Gilbert Reeves & Troy Allen | Pilot                       | Lauréat    |
| 2005  | Meilleur montage sonore pour un format télévisé court — Effets sonores & Foley                    | Thomas DeGorter, Trevor Jolly, Paul Menichini Roland N. Thai & Marc Glassman               | Pilot                       | Lauréat    |
| 2006  | Meilleur montage sonore pour un format télévisé court — Dialogue & Automated Dialogue Replacement | Trevor Jolly, Thomas DeGorter, Maciek Malish & Lloyd Jay Keiser                            | The Other 48 Days           | Nomination |
| 2007  | Meilleur montage sonore pour un format télévisé court — Effets sonores & Foley                    | Thomas DeGorter, Paula Fairfield, Carla Murray Cynthia Merrill & Doug Reed                 | A Tale of Two Cities        | Lauréat    |
| 2007  | Meilleur montage sonore pour un format télévisé court — Dialogue & Automated Dialogue Replacement | Thomas DeGorter, Lloyd Jay Keiser & Maciek Malish                                          | Further Instructions        | Nomination |
| 2008  | Meilleur montage sonore pour un format télévisé long — Dialogue & Automated Dialogue Replacement  |                                                                                            | Through the Looking Glass   | Nomination |
| 2008  | Meilleur montage sonore pour un format télévisé court — Dialogue & Automated Dialogue Replacement |                                                                                            | Greatest Hits               | Nomination |
| 2008  | Meilleur montage sonore pour un format télévisé long — Effets sonores & Foley                     |                                                                                            | Through the Looking Glass   | Nomination |
| 2008  | Meilleur montage sonore pour un format télévisé court — Effets sonores & Foley                    |                                                                                            | Left Behind                 | Lauréat    |
| 2009  | Meilleur montage sonore pour un format télévisé court — Dialogue & Automated Dialogue Replacement |                                                                                            | Confirmed Dead              | Lauréat    |
| 2009  | Meilleur montage sonore pour un format télévisé court — Effets sonores & Foley                    |                                                                                            | The Shape of Things to Come | Nomination |
| 2010  | Meilleur montage sonore pour un format télévisé court — Dialogue & Automated Dialogue Replacement | The Little Prince                                                                          | Nomination                  |            |

## Satellite Awards
Les Satellite Awards (ou Golden Satellite Awards), sont présentés à la fois pour le cinéma et la télévision. Lost a remporté une récompense, décernée à Matthew Fox en 2004.
| Année | Catégorie                                                                        | Nommé(s)         | Résultat   |
| ----- | -------------------------------------------------------------------------------- | ---------------- | ---------- |
| 2004  | Meilleure série dramatique                                                       |                  | Nomination |
| 2004  | Meilleure actrice dans une série télévisée dramatique                            | Evangeline Lilly | Nomination |
| 2004  | Meilleur acteur dans une série télévisée dramatique                              | Matthew Fox      | Lauréat    |
| 2005  | Meilleure série dramatique                                                       |                  | Nomination |
| 2005  | Meilleur DVD pour une série télévisée                                            | Saison 1 de Lost | Nomination |
| 2006  | Meilleur acteur dans un second rôle dans une série, une minisérie ou un téléfilm | Michael Emerson  | Nomination |
| 2007  | Meilleur acteur dans un second rôle dans une série, une minisérie ou un téléfilm | Michael Emerson  | Nomination |
| 2007  | Meilleur DVD pour une série télévisée                                            | Saison 3 de Lost | Nomination |

## Saturn Awards
Les Saturn Awards sont présentés par l’Académie des films de science-fiction, fantastique et horreur pour récompenser les meilleurs films et séries de science-fiction, de fantastique et d'horreur. Lost a été nommé 38 fois et a remporté dix récompenses, incluant deux victoires consécutives pour la catégorie « Meilleure série diffusée sur les réseaux nationaux ».

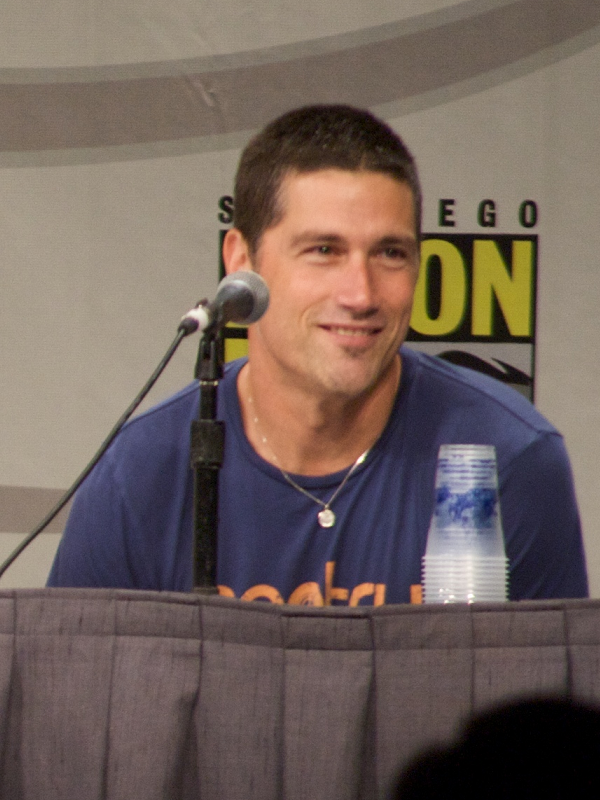
Matthew Fox a été nommé cinq fois dont deux récompenses.

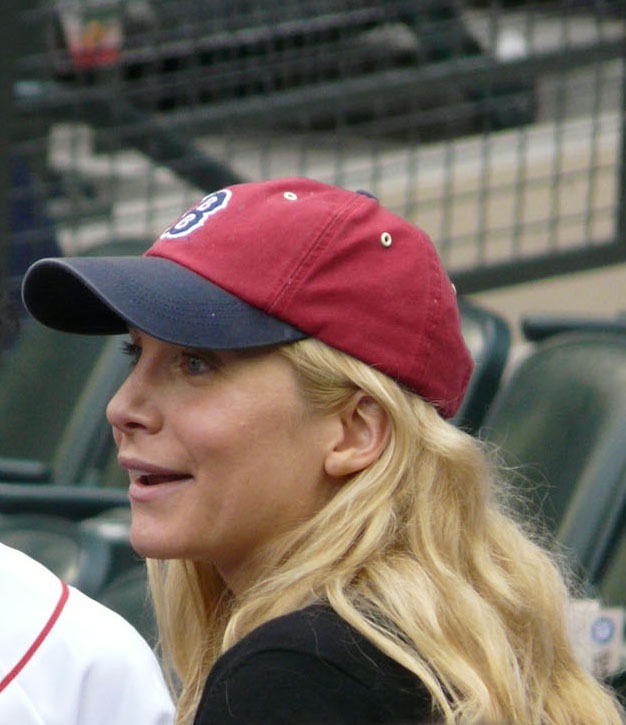
Elizabeth Mitchell a été nommée trois fois dont une récompense.

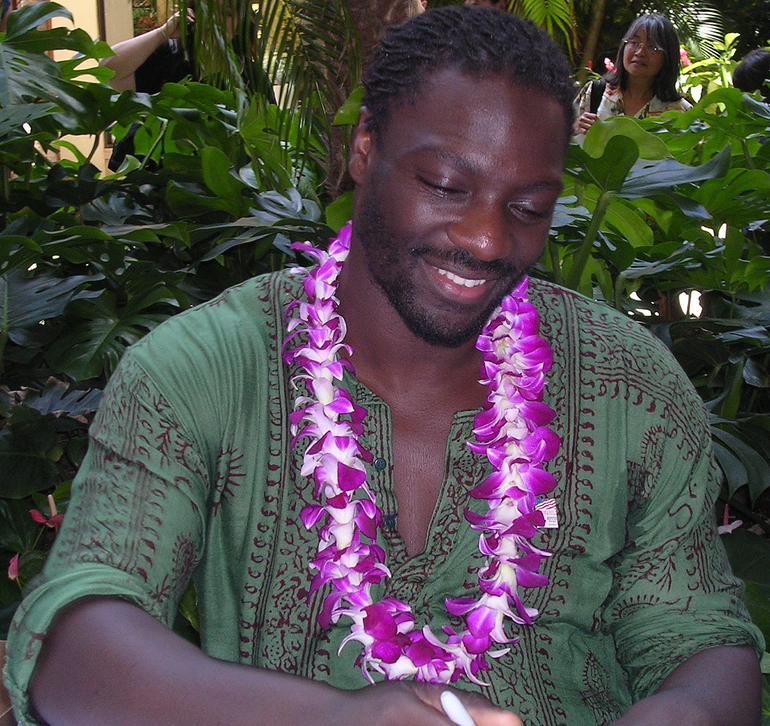
Adewale Akinnuoye-Agbaje a été nommé une fois.

| Année | Catégorie                                          | Nommé(s)                 | Résultat   |
| ----- | -------------------------------------------------- | ------------------------ | ---------- |
| 2004  | Meilleure série diffusée sur les réseaux nationaux |                          | Lauréat    |
| 2004  | Meilleur acteur dans une série                     | Matthew Fox              | Nomination |
| 2004  | Meilleure actrice dans une série                   | Evangeline Lilly         | Nomination |
| 2004  | Meilleur acteur secondaire dans une série          | Dominic Monaghan         | Nomination |
| 2004  | Meilleur acteur secondaire dans une série          | Terry O'Quinn            | Lauréat    |
| 2005  | Meilleure série diffusée sur les réseaux nationaux |                          | Lauréat    |
| 2005  | Meilleur acteur dans une série                     | Matthew Fox              | Lauréat    |
| 2005  | Meilleure actrice dans une série                   | Evangeline Lilly         | Nomination |
| 2005  | Meilleur acteur secondaire dans une série          | Adewale Akinnuoye-Agbaje | Nomination |
| 2005  | Meilleur acteur secondaire dans une série          | Terry O'Quinn            | Nomination |
| 2005  | Meilleure actrice secondaire dans une série        | Michelle Rodríguez       | Nomination |
| 2005  | Meilleure série diffusée en DVD                    | Saison 1 de Lost         | Lauréat    |
| 2006  | Meilleur acteur dans une série                     | Matthew Fox              | Nomination |
| 2006  | Meilleure actrice dans une série                   | Evangeline Lilly         | Nomination |
| 2006  | Meilleure série diffusée sur les réseaux nationaux |                          | Nomination |
| 2006  | Meilleur acteur secondaire dans une série          | Michael Emerson          | Nomination |
| 2006  | Meilleur acteur secondaire dans une série          | Josh Holloway            | Nomination |
| 2006  | Meilleure actrice secondaire dans une série        | Elizabeth Mitchell       | Nomination |
| 2006  | Meilleure série diffusée en DVD                    | Saison 2 de Lost         | Nomination |
| 2007  | Meilleur acteur dans une série                     | Matthew Fox              | Lauréat    |
| 2007  | Meilleure actrice dans une série                   | Evangeline Lilly         | Nomination |
| 2007  | Meilleure série diffusée sur les réseaux nationaux |                          | Lauréat    |
| 2007  | Meilleur acteur secondaire dans une série          | Michael Emerson          | Lauréat    |
| 2007  | Meilleur acteur secondaire dans une série          | Josh Holloway            | Nomination |
| 2007  | Meilleur acteur secondaire dans une série          | Terry O'Quinn            | Nomination |
| 2007  | Meilleure actrice secondaire dans une série        | Elizabeth Mitchell       | Lauréat    |
| 2007  | Meilleure série diffusée en DVD                    | Saison 3 de Lost         | Nomination |
| 2008  | Meilleure série diffusée sur les réseaux nationaux |                          | Lauréat    |
| 2008  | Meilleur acteur dans une série                     | Matthew Fox              | Nomination |
| 2008  | Meilleure actrice dans une série                   | Evangeline Lilly         | Nomination |
| 2008  | Meilleur acteur secondaire dans une série          | Henry Ian Cusick         | Nomination |
| 2008  | Meilleur acteur secondaire dans une série          | Michael Emerson          | Nomination |
| 2008  | Meilleur acteur secondaire dans une série          | Josh Holloway            | Nomination |
| 2008  | Meilleure actrice secondaire dans une série        | Yunjin Kim               | Nomination |
| 2008  | Meilleure actrice secondaire dans une série        | Elizabeth Mitchell       | Nomination |
| 2008  | Meilleur invité vedette dans une série             | Alan Dale                | Nomination |
| 2008  | Meilleur invité vedette dans une série             | Kevin Durand             | Nomination |
| 2008  | Meilleure invitée vedette dans une série           | Sonya Walger             | Nomination |
| 2008  | Meilleure série diffusée en DVD                    | Saison 4 de Lost         | Nomination |
| 2009  | Meilleure série diffusée sur les réseaux nationaux |                          | Lauréat    |
| 2009  | Meilleur acteur dans une série                     | Matthew Fox              | Nomination |
| 2009  | Meilleur acteur dans une série                     | Josh Holloway            | Lauréat    |
| 2009  | Meilleure actrice dans une série                   | Evangeline Lilly         | Nomination |
| 2009  | Meilleur acteur secondaire dans une série          | Jeremy Davies            | Nomination |
| 2009  | Meilleur acteur secondaire dans une série          | Michael Emerson          | Nomination |
| 2009  | Meilleure actrice secondaire dans une série        | Elizabeth Mitchell       | Nomination |
| 2009  | Meilleur invité vedette dans une série             | Mark Pellegrino          | Nomination |
| 2009  | Meilleure série diffusée en DVD                    | Saison 5 de Lost         | Lauréat    |

## Television Critics Association Awards
Les Television Critics Association Awards sont présentés par la Television Critics Association. Lost a gagné trois récompenses : deux dans la catégorie « Meilleur aboutissement dans une série dramatique » et une dans la catégorie « Meilleur nouveau programme de l'année ».
| Année | Catégorie                                                   | Nommé(s)    | Résultat   |
| ----- | ----------------------------------------------------------- | ----------- | ---------- |
| 2005  | Meilleur nouveau programme de l'année                       |             | Lauréat    |
| 2005  | Meilleur aboutissement dans une série dramatique            |             | Lauréat    |
| 2005  | Programme de l'année                                        |             | Nomination |
| 2005  | Meilleur aboutissement individuel dans une série dramatique | Matthew Fox | Nomination |
| 2006  | Meilleur aboutissement dans une série dramatique            |             | Lauréat    |
| 2006  | Programme de l'année                                        |             | Nomination |
| 2007  | Meilleur aboutissement dans une série dramatique            |             | Nomination |
| 2008  | Programme de l'année                                        |             | Nomination |
| 2008  | Meilleur aboutissement dans une série dramatique            |             | Nomination |
| 2009  | Programme de l'année                                        |             | Nomination |
| 2009  | Meilleur aboutissement dans une série dramatique            |             | Nomination |

## Teen Choice Awards
Les Teen Choice Awards sont votés par des adolescents. Lost a été nommé 29 fois mais n'a jamais été récompensé. Evangeline Lilly et Matthew Fox ont chacun été nommé sept fois, tandis que Josh Holloway et Jorge Garcia ont chacun été nommé quatre fois.

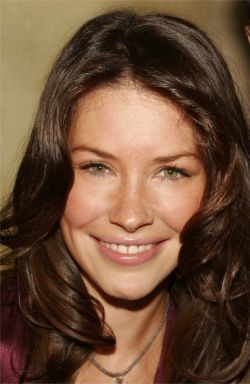
Evangeline Lilly a été nommée sept fois lors des Teen Choice Awards.

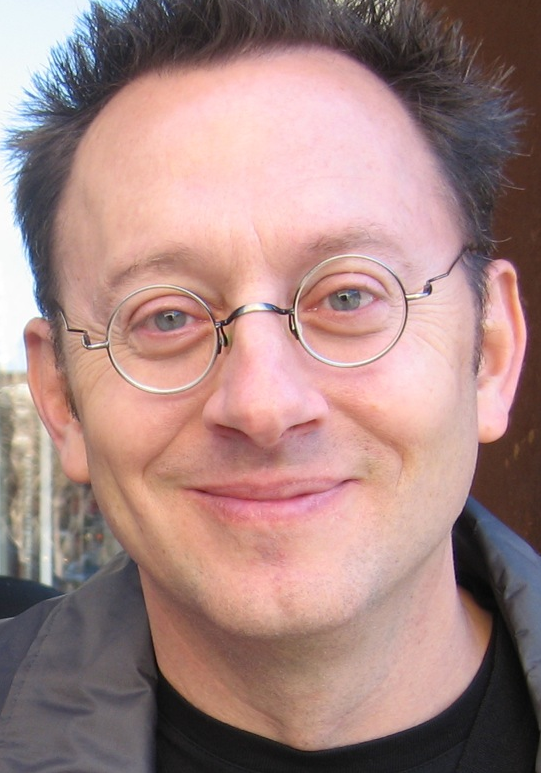
Michael Emerson a été nommé une fois lors des Teen Choice Award.

| Année | Catégorie                                                     | Nommé(s)                                      | Résultat   |
| ----- | ------------------------------------------------------------- | --------------------------------------------- | ---------- |
| 2005  | Meilleur acteur dans une série dramatique                     | Matthew Fox                                   | Nomination |
| 2005  | Meilleure actrice dans une série dramatique                   | Evangeline Lilly                              | Nomination |
| 2005  | Meilleure nouvelle performance féminine dans une série        | Maggie Grace                                  | Nomination |
| 2005  | Meilleure nouvelle performance féminine dans une série        | Evangeline Lilly                              | Nomination |
| 2005  | Meilleure nouvelle performance masculine dans une série       | Jorge Garcia                                  | Nomination |
| 2005  | Meilleure nouvelle performance masculine dans une série       | Josh Holloway                                 | Nomination |
| 2005  | Meilleure nouvelle performance masculine dans une série       | Ian Somerhalder                               | Nomination |
| 2005  | Meilleure nouvelle série                                      |                                               | Nomination |
| 2005  | Meilleure alchimie dans une série                             | Evangeline Lilly & Matthew Fox                | Nomination |
| 2005  | Meilleure série dramatique                                    |                                               | Nomination |
| 2005  | Meilleur second rôle dans une série                           | Jorge Garcia                                  | Nomination |
| 2005  | Meilleure distribution                                        |                                               | Nomination |
| 2006  | Meilleur acteur dans une série dramatique/d'action aventure   | Matthew Fox                                   | Nomination |
| 2006  | Meilleure actrice dans une série dramatique/d'action aventure | Evangeline Lilly                              | Nomination |
| 2006  | Meilleure alchimie dans une série                             | Evangeline Lilly, Matthew Fox & Josh Holloway | Nomination |
| 2006  | Meilleure série dramatique/d'action aventure                  |                                               | Nomination |
| 2006  | Meilleur second rôle dans une série                           | Jorge Garcia                                  | Nomination |
| 2007  | Meilleur acteur dans une série dramatique                     | Matthew Fox                                   | Nomination |
| 2007  | Meilleure actrice dans une série dramatique                   | Evangeline Lilly                              | Nomination |
| 2007  | Meilleure série dramatique                                    |                                               | Nomination |
| 2007  | Meilleur second rôle dans une série                           | Jorge Garcia                                  | Nomination |
| 2007  | Meilleur méchant dans une série                               | Michael Emerson                               | Nomination |
| 2008  | Meilleure série d'action aventure                             |                                               | Nomination |
| 2008  | Meilleur acteur dans une série d'action aventure              | Josh Holloway                                 | Nomination |
| 2008  | Meilleur acteur dans une série d'action aventure              | Matthew Fox                                   | Nomination |
| 2008  | Meilleure actrice dans une série d'action aventure            | Evangeline Lilly                              | Nomination |
| 2009  | Meilleure série d'action aventure                             |                                               | Nomination |
| 2009  | Meilleur acteur dans une série d'action aventure              | Josh Holloway                                 | Nomination |
| 2009  | Meilleur acteur dans une série d'action aventure              | Matthew Fox                                   | Nomination |

## Writers Guild of America Awards
Les Writers Guild of America Awards sont présentés chaque année par le Writers Guild of America. Lost a été nommé quatre fois et a été récompensé une fois dans la catégorie « Série dramatique » en 2006.
| Année | Catégorie                      | Nommé(s) | Épisode                  | Résultat   |
| ----- | ------------------------------ | --- | ------------------------ | ---------- |
| 2006  | Série dramatique               | J. J. Abrams, Kim Clements, Carlton Cuse, Leonard Dick, Paul Dini, Brent Fletcher, David Fury, Drew Goddard, Javier Grillo-Marxuach, Adam Horowitz, Jennifer M. Johnson, Christina M. Kim, Edward Kitsis, Jeffrey Lieber, Damon Lindelof, Lynne Litt, Monica Macer, Steven Maeda, Elizabeth Sarnoff, Janet Tamaro, Christian Taylor and Craig Wright |                          | Lauréat    |
| 2007  | Série dramatique               | J.J. Abrams, Monica Owusu-Breen (en), Carlton Cuse, Leonard Dick, Drew Goddard, Javier Grillo-Marxuach, Adam Horowitz, Dawn Lambertsen-Kelly, Christina M. Kim, Edward Kitsis, Damon Lindelof, Steven Maeda, Jeff Pinkner, Matt Ragghianti, Elizabeth Sarnoff and Alison Schapker                                                                    |                          | Nomination |
| 2007  | Épisode d'une série dramatique | Elizabeth Sarnoff & Christina M. Kim | Two for the Road         | Nomination |
| 2008  | Épisode d'une série dramatique | Damon Lindelof & Drew Goddard | Flashes Before Your Eyes | Nomination |
| 2009  | Série dramatique               | Carlton Cuse, Drew Goddard, Adam Horowitz, Christina M. Kim, Edward Kitsis, Damon L. Lindelof, Greggory Nations, Kyle Pennington, Elizabeth Sarnoff and Brian K. Vaughan |                          | Nomination |
| 2010  | Série dramatique               | Carlton Cuse, Adam Horowitz, Melinda Hsu Taylor, Edward Kitsis, Damon Lindelof, Greggory Nations, Kyle Pennington, Elizabeth Sarnoff, Brian K. Vaughan and Paul Zbyszewski |                          | Nomination |

## Autres cérémonies
En 2005, la série a été nommée « Divertissement de l'année » par Entertainment Weekly. En 2008, les acteurs Yunjin Kim et Daniel Dae Kim, ont été classés septième sur la liste des 25 acteurs de divertissement de l'année. En 2007, Damon Lindelof, Carlton Cuse et Jack Bender ont remporté un Golden Nymph award au Festival de télévision de Monte-Carlo dans la catégorie « Meilleure série dramatique ». Le 1er avril 2009, Lost a remporté un Peabody Award pour avoir « réécrit les règles de la fiction à la télévision ».
| Année | Cérémonie                            | Catégorie | Nommé(s) | Résultat   |
| ----- | ------------------------------------ | --- | --- | ---------- |
| 2008  | American Film Institute (AFI) Awards | Meilleur programme de télévision | Saison 4 de Lost | Lauréat    |
| 2006  | ALMA Awards                          | Meilleur second rôle dans une série télévisée (masculin) | Jorge Garcia | Lauréat    |
| 2006  | ALMA Awards                          | Meilleur second rôle dans une série télévisée (féminin) | Michelle Rodríguez | Lauréat    |
| 2007  | ALMA Awards                          | Meilleur second rôle dans une série télévisée (masculin) | Jorge Garcia | Nomination |
| 2008  | ALMA Awards                          | Meilleur second rôle dans une série télévisée (masculin) | Jorge Garcia | Lauréat    |
| 2004  | Art Directors Guild Awards           | Excellence dans les décors d'une série télévisée | Jim Spencer & William F. Matthews Pilot | Nomination |
| 2005  | Art Directors Guild Awards           | Excellence dans les décors d'une série télévisée | Jim Spencer & William F. Matthews Orientation | Nomination |
| 2007  | Art Directors Guild Awards           | Excellence dans les décors d'une série télévisée | Zack Grobler Through the Looking Glass | Nomination |
| 2005  | Artios Awards                        | Meilleure distribution des rôles pour un épisode pilote d'une série dramatique | April Webster | Lauréat    |
| 2005  | Artios Awards                        | Meilleur distribution des rôles pour les épisodes d'une série dramatique | April Webster & Mandy Sherman | Nomination |
| 2006  | Artios Awards                        | Meilleur distribution des rôles pour les épisodes d'une série dramatique | April Webster, Mandy Sherman & Veronica Collins | Nomination |
| 2008  | Artios Awards                        | Meilleur distribution des rôles pour les épisodes d'une série dramatique, | April Webster & Veronica Collins | Nomination |
| 2004  | ASC Awards                           | Meilleur aboutissement de la photographie dans une minisérie/téléfilm/série | Larry Fong Pilot | Nomination |
| 2005  | ASCAP Film & TV Music Awards         | Meilleure série télévisée | J. J. Abrams & Michael Giacchino | Lauréat    |
| 2006  | ASCAP Film & TV Music Awards         | Meilleure série télévisée | J. J. Abrams & Michael Giacchino | Lauréat    |
| 2005  | BMI Film & TV Awards                 | BMI Television Award | Michael Giacchino | Lauréat    |
| 2007  | BAFTA Awards                         | International | J. J. Abrams, Damon Lindelof, Carlton Cuse & Jack Bender | Nomination |
| 2005  | Cinema Audio Society Awards          | Meilleur aboutissement du mixage sonore pour une série télévisée | Frank Morrone, Scott Weber & David Yaffe Pilot | Nomination |
| 2007  | Cinema Audio Society Awards          | Meilleur aboutissement du mixage sonore pour une série télévisée | Frank Morrone, Scott Weber & Robert J. Anderson Jr. I Do | Nomination |
| 2009  | Cinema Audio Society Awards          | Meilleur aboutissement du mixage sonore pour une série télévisée | Frank Morrone, Scott Weber & Robert J. Anderson Jr. Meet Kevin Johnson | Nomination |
| 2005  | Directors Guild of America Awards    | Meilleur aboutissement de réalisation dans une série dramatique diffusée la nuit | J. J. Abrams Pilot | Nomination |
| 2008  | Directors Guild of America Awards    | Meilleur aboutissement de réalisation dans une série dramatique diffusée la nuit | Jack Bender Through the Looking Glass | Nomination |
| 2008  | Directors Guild of America Awards    | Meilleur aboutissement de réalisation dans une série dramatique diffusée la nuit | Eric Laneuville The Brig | Nomination |
| 2009  | Directors Guild of America Awards    | Meilleur aboutissement de réalisation dans une série dramatique diffusée la nuit | Jack Bender The Constant | Nomination |
| 2010  | Directors Guild of America Awards    | Meilleur aboutissement de réalisation dans une série dramatique diffusée la nuit | Jack Bender The Incident | Nomination |
| 2006  | Eddie Awards                         | Meilleur montage d'une heure pour une série télévisée | Stephen Semel (en) Outlaws | Lauréat    |
| 2007  | Eddie Awards                         | Meilleur montage pour une minisérie | Sue Blainey, Sarah Boyd and Stephen Semel (en) Live Together, Die Alone | Nomination |
| 2008  | Eddie Awards                         | Meilleur montage d'une heure pour une série télévisée | Henk Van Eeghen, Mark Goldman, Stephen Semel (en) & Christopher Nelson Through the Looking Glass | Nomination |
| 2009  | Eddie Awards                         | Meilleur montage de film télévisé | Henk Van Eeghen, Robert Florio, Mark J. Goldman & Stephen Semel There's No Place Like Home | Nomination |
| 2010  | Eddie Awards                         | Meilleur montage d'une heure pour une série télévisée | Christopher Nelson The Life and Death of Jeremy Bentham | Nomination |
| 2004  | Family Television Awards             | Meilleure nouvelle série | | Lauréat    |
| 2005  | Family Television Awards             | Meilleure série dramatique | | Lauréat    |
| 2004  | Hugo Awards                          | Meilleur court-métrage | Pilot | Nomination |
| 2009  | Hugo Awards                          | Meilleur court-métrage | The Constant | Nomination |
| 2007  | Imagen Foundation Awards             | Meilleur programme télévisé diffusé en primetime | | Nomination |
| 2007  | Imagen Foundation Awards             | Meilleur rôle secondaire dans un programme télévisé | Jorge Garcia | Nomination |
| 2009  | Imagen Foundation Awards             | Meilleur programme télévisé diffusé en primetime | | Nomination |
| 2009  | Imagen Foundation Awards             | Meilleur rôle secondaire dans un programme télévisé | Jorge Garcia | Nomination |
| 2005  | International Horror Guild Awards    | Meilleur programme télévisé | | Lauréat    |
| 2008  | JC Penney Asian Excellence Awards    | Meilleure actrice dans un programme télévisé | Yunjin Kim | Nomination |
| 2006  | NAACP Image Award                    | Meilleure série dramatique | | Nomination |
| 2007  | NAACP Image Award                    | Meilleur réalisateur dans une série dramatique | Karen Gaviola The Whole Truth | Lauréat    |
| 2006  | National Television Awards           | Acteur le plus populaire | Matthew Fox | Nomination |
| 2006  | National Television Awards           | Actrice la plus populaire | Evangeline Lilly | Nomination |
| 2006  | National Television Awards           | Série dramatique la plus populaire | | Nomination |
| 2005  | People's Choice Awards               | Nouvelle série dramatique préférée | | Nomination |
| 2009  | People's Choice Awards               | Série dramatique préférée | | Nomination |
| 2009  | People's Choice Awards               | Série de science fiction/fantastique préférée | | Nomination |
| 2009  | People's Choice Awards               | Acteur de série dramatique préféré | Matthew Fox | Nomination |
| 2005  | Prism Awards (en)                    | Meilleurs épisodes de série dramatique | Pilot, House of the Rising Sun & The Moth | Lauréat    |
| 2005  | Prism Awards                         | Meilleure performance dans une série dramatique | Dominic Monaghan | Nomination |
| 2008  | Prism Awards                         | Meilleur épisode de série dramatique | Through the Looking Glass | Nomination |
| 2008  | Prism Awards                         | Meilleure performance dans une série dramatique | Matthew Fox | Nomination |
| 2006  | Producers Guild Awards               | Meilleure production d'une série dramatique | J. J. Abrams, Damon Lindelof, Bryan Burk, Jack Bender Jean Higgins & Carlton Cuse | Lauréat    |
| 2007  | Producers Guild Awards               | Meilleure production d'une série dramatique | J. J. Abrams, Damon Lindelof, Carlton Cuse, Bryan Burk Jack Bender, Jean Higgins, Edward Kitsis, Adam Horowitz & Liz Sarnoff | Nomination |
| 2008  | Producers Guild Awards               | Meilleure production d'une série dramatique | J. J. Abrams, Damon Lindelof, Carlton Cuse, Bryan Burk Jack Bender, Jean Higgins, Edward Kitsis, Adam Horowitz, & Liz Sarnoff | Nomination |
| 2009  | Producers Guild Awards               | Meilleure production d'une série dramatique | Jack Bender, Carlton Cuse, Drew Goddard, Jean Higgins Edward Kitsis, Adam Horowitz, Damon Lindelof, Liz Sarnoff Stephen Williams & Ra’uf Glasgow | Nomination |
| 2010  | Producers Guild Awards               | Meilleure production d'une série dramatique | Damon Lindelof, Carlton Cuse, Edward Kitsis, Adam Horowitz, Jack Bender, Jean Higgins, Elizabeth Sarnoff, Paul Zbyszewski, Stephen Williams & Ra'uf Glasgow | Nomination |
| 2006  | Screen Actors Guild Awards           | Meilleure distribution pour une série dramatique | Adewale Akinnuoye-Agbaje, Naveen Andrews, Emilie de Ravin, Matthew Fox, Jorge Garcia, Maggie Grace, Josh Holloway, Malcolm David Kelley, Daniel Dae Kim, Yunjin Kim, Evangeline Lilly, Dominic Monaghan, Terry O'Quinn, Harold Perrineau, Michelle Rodríguez, Ian Somerhalder et Cynthia Watros | Lauréat    |
| 2008  | Screen Actors Guild Awards           | Meilleure équipe de cascadeurs dans une série télévisée | | Nomination |
| 2005  | Visual Effects Society Awards        | Meilleurs effets visuels dans un programme télévisé | Kevin Blank, Mitch Suskin, Benoit Girard & Jerome Morin Pilot | Lauréat    |
| 2006  | Visual Effects Society Awards        | Meilleurs effets visuels dans un programme télévisé<ref YAA >(en) « 4rd Annoual VES Awards recipients »(Archive.org • Wikiwix • Archive.is • Google • Que faire ?), Visual Effects Society (consulté le 6 mars 2008)</ref> | Kevin Blank, Mitchell Ferm, Eric Chauvin & John Teska Exodus | Lauréat    |
| 2010  | Visual Effects Society Awards        | Meilleurs effets visuels dans un programme télévisé | Eric Hance, Samantha Mabie-Tuinstra & Sean M. Scott, Mitch Suskin The Incident | Nomination |
| 2005  | Young Artist Awards                  | Meilleure performance dans une série (comique ou dramatique) pour un jeune acteur | Malcolm David Kelley | Nomination |
| 2006  | Young Artist Awards                  | Meilleure performance dans une série dramatique pour un jeune acteur | Malcolm David Kelley | Lauréat    |